# Sommer-Paralympics 2024/Radsport
Im Radsport fanden bei den Sommer-Paralympics 2024 zwischen dem 29. August und dem 7. September 51 Wettbewerbe statt.

## Leistungsklassen
Die Leistungsklassen im Paracycling werden wie folgt unterschieden:
- Rennrad: C1–C5, wobei C1 die höchste Beeinträchtigung bezeichnet
- Tandem für Sehbehinderte, die mit einem Piloten ohne Sehbehinderung fahren: B
- Handbike: H1–H5
- Dreirad: T1–T2

Bei den Straßen-Wettbewerben kamen alle Leistungsklassen zum Einsatz, bei den Bahn-Wettbewerben nur Klassen B und C. In einigen Wettbewerben wurden mehrere Leistungsklassen zusammengelegt.

## Bahnradsport
Die Bahnradsport-Wettbewerbe fanden vom 29. August bis zum 1. September im Vélodrome National von Saint-Quentin-en-Yvelines statt. Olympische Wettbewerbe waren das Zeitfahren (Klassen B und C), die Einerverfolgung (Klassen B und C) sowie ein Mixed-Teamsprint (Klasse C). Die Distanz im Zeitfahren betrug 500 Meter für Frauen der Klasse C, sonst 1000 Meter. Die Distanz in der Einerverfolgung betrug 4000 Meter bei den Männern in den Klassen B, C4 und C5, sonst 3000 Meter.
In Wettbewerben, an denen Athleten unterschiedlicher Leistungsklassen beteiligt waren, wurden die Zeiten mit einem Handicap-Faktor gewichtet. Angegeben sind die gewichteten Zeiten. Weltrekorde und paralympische Rekorde wurden jedoch für jede Klasse getrennt und ungewichtet ermittelt, und zwar folgende:
Weltrekorde:
- Caroline Groot: 35,390 s, 500 m Zeitfahren (Frauen C5, Qualifikation)
- Li Zhangyu: 3:31,338 min, 3000 m Einerverfolgung (Männer C1, Qualifikation)
- Daphne Schrager: 3:45,133 min, 3000 m Einerverfolgung (Frauen C2, Qualifikation)
- Wang Xiaomei: 3:44,660 min, 3000 m Einerverfolgung (Frauen C3, Qualifikation)
- Tristan Bangma und Patrick Bos: 3:55,396 min, 4000 m Einerverfolgung (Männer B, Qualifikation)
- Wang Xiaomei: 3:41,692 min, 3000 m Einerverfolgung (Frauen C3, Finale)
- Emily Petricola: 3:35,856 min, 3000 m Einerverfolgung (Frauen C4, Qualifikation)
- Alexandre Léauté: 3:24,298 min, 3000 m Einerverfolgung (Männer C2, Qualifikation)
- Jaco Van Gass: 3:15,488 min, 3000 m Einerverfolgung (Männer C3, Qualifikation)
- Qian Wangwei: 40,883 s, 500 m Zeitfahren (Frauen C1, Qualifikation) und 40,878 s (Finale)
- Mel Pemble: 38,512 s, 500 m Zeitfahren (Frauen C3, Qualifikation)
- Alexandre Léauté: 1:09,315 min, 1000 m Zeitfahren (Männer C2, Qualifikation) und 1:07,944 min (Finale)
- Jaco Van Gass: 1:05,083 min, 1000 m Zeitfahren (Männer C3, Qualifikation) und 1:04,825 min (Finale)
- Archie Atkinson: 4:17,700 min, 4000 m Einerverfolgung (Männer C4, Qualifikation)
- Dorian Foulon: 4:13,934 min, 4000 m Einerverfolgung (Männer C5, Qualifikation)
- Sophie Unwin und Jenny Holl: 3:17,643 min, 3000 m Einerverfolgung (Frauen B, Qualifikation)

Paralympische Rekorde:
- Qian Wangwei: 4:17,814 min, 3000 m Einerverfolgung (Frauen C1, Qualifikation)
- Korey Boddington: 1:02,021 min, 1000 m Zeitfahren (Männer C4, Qualifikation)

### Zeitfahren Männer
| Klasse | Gold                              | Silber                                 | Bronze                                     |
| ------ | --------------------------------- | -------------------------------------- | ------------------------------------------ |
| B      | James Ball Steffan Lloyd 58,964 s | Neil Fachie Matthew Rotherham 59,312 s | Thomas Ulbricht Robert Förstemann 59,862 s |
| C1-3   | Li Zhangyu 1:03,480 min           | Liang Weicong 1:04,103 min             | Alexandre Léauté 1:04,207 min              |
| C4-5   | Korey Boddington 1:01,650 min     | Blaine Hunt 1:01,776 min               | Alfonso Cabello Llamas 1:01,969 min        |

### Einerverfolgung Männer
| Klasse | Gold                                    | Silber                                       | Bronze                                      |
| ------ | --------------------------------------- | -------------------------------------------- | ------------------------------------------- |
| B      | Tristan Bangma Patrick Bos 3:55,439 min | Stephen Bate Christopher Latham 3:57,652 min | Lorenzo Bernard Davide Plebani 4:04,613 min |
| C1     | Li Zhangyu Gegner eingeholt             | Liang Weicong OVL                            | Ricardo Ten Argilés 3:45,152 min            |
| C2     | Alexandre Léauté 3:26,015 min           | Ewoud Vromant 3:28,062 min                   | Matthew Robertson 3:30,497 min              |
| C3     | Jaco Van Gass 3:18,460 min              | Finlay Graham 3:22,540 min                   | Alexandre Hayward 3:24,865 min              |
| C4     | Jozef Metelka 4:27,920 min              | Archie Atkinson OVL                          | Gatien Le Rousseau 4:24,096 min             |
| C5     | Dorian Foulon 4:16,158 min              | Jehor Dementjew 4:17,770 min                 | Elouan Gardon 4:18,880 min                  |

### Zeitfahren Frauen
| Klasse | Gold                                         | Silber                                      | Bronze                               |
| ------ | -------------------------------------------- | ------------------------------------------- | ------------------------------------ |
| B      | Elizabeth Jordan Dannielle Khan 1:06,976 min | Jessica Gallagher Caitlin Ward 1:07,533 min | Sophie Unwin Jenny Holl 1:07,879 min |
| C1-3   | Amanda Reid 36,676 s                         | Qian Wangwei 40,878 s                       | Maike Hausberger 38,358 s            |
| C4-5   | Caroline Groot 35,566 s                      | Marie Patouillet 36,700 s                   | Kate O’Brien 36,873 s                |

### Einerverfolgung Frauen
| Klasse | Gold                                   | Silber                                            | Bronze                                  |
| ------ | -------------------------------------- | ------------------------------------------------- | --------------------------------------- |
| B      | Sophie Unwin Jenny Holl 3:19,149 min G | Katie-George Dunlevy Eve McCrystal 3:21,315 min G | Lora Fachie Corrine Hall 3:20,488 min B |
| C1-3   | Wang Xiaomei 3:41,692 min G            | Daphne Schrager 3:51,129 min G                    | Flurina Rigling 3:48,512 min B          |
| C4     | Emily Petricola Gegnerin eingeholt     | Anna Taylor OVL                                   | Keely Shaw 3:46,942 min B               |
| C5     | Marie Patouillet 3:35,691 min G        | Heidi Gaugain 3:37,723 min G                      | Nicole Murray 3:36,206 min B            |

- Legende: „G“ = Zeit aus dem Finale um Gold; „B“ = Zeit aus dem Finale um Bronze

### Mixed-Teamsprint
| Klasse | Gold                                            | Silber                                                                         | Bronze                                                    |
| ------ | ----------------------------------------------- | ------------------------------------------------------------------------------ | --------------------------------------------------------- |
| C1-5   | Kadeena Cox Jaco Van Gass Jody Cundy 47,738 s G | Ricardo Ten Argilés Pablo Jaramillo Gallardo Alfonso Cabello Llamas 49,564 s G | Gordon Allan Alistair Donohoe Korey Boddington 49,063 s B |

- Legende: „G“ = Zeit aus dem Finale um Gold; „B“ = Zeit aus dem Finale um Bronze

## Straßenradsport
Mittelpunkt der Straßen-Wettkämpfe vom 4. bis 7. September war das Sportzentrum von Clichy-sous-Bois, Start und Ziel aller Rennen der Boulevard Émile Zola. Einzelzeitfahren und Straßenrennen, die in allen Leistungsklassen stattfanden, benutzten denselben 14,2 Kilometer langen Parcours, der je nach Wettbewerb und Leistungsklasse unterschiedlich oft durchlaufen wurde. Als Mixed-Wettbewerb gab es eine Handbike-Staffel auf einem kurzen Rundkurs rund um das Sportzentrum.

### Einzelzeitfahren Männer
Streckenlänge ohne andere Angabe: 14,1 km
| Klasse       | Gold                                    | Silber                                         | Bronze                                       |
| ------------ | --------------------------------------- | ---------------------------------------------- | -------------------------------------------- |
| B (28,3 km)  | Tristan Bangma Patrick Bos 34:11,02 min | Elle de Carvalho Mickaël Guichard 34:23,73 min | Vincent ter Schure Timo Fransen 34:53,92 min |
| H1           | Fabrizio Cornegliani 34:50,45 min       | Maxime Hordies 35:11,13 min                    | Nicolas Pieter du Preez 36:07,05 min         |
| H2           | Sergio Garrote 24:33,71 min             | Luca Mazzone 25:18,83 min                      | Florian Jouanny 25:19,29 min                 |
| H3 (28,3 km) | Mathieu Bosredon 43:33,22 min           | Johan Quaile 45:33,41 min                      | Martino Pini 46:13,69 min                    |
| H4 (28,3 km) | Jetze Plat 41:28,51 min                 | Thomas Frühwirth 41:31,22 min                  | Jonas Van de Steene 41:52,22 min             |
| H5 (28,3 km) | Mitch Valize 41:01,59 min               | Loïc Vergnaud 43:20,40 min                     | Luis Costa 44:26,32 min                      |
| C1           | Ricardo Ten Argilés 20:39,53 min        | Michael Teuber 21:18,14 min                    | Zbigniew Maciejewski 21:18,94 min            |
| C2           | Alexandre Léauté 19:24,45 min           | Ewoud Vromant 19:26,61 min                     | Darren Hicks 19:40,08 min                    |
| C3 (28,3 km) | Thomas Peyroton-Dartet 38:28,80 min     | Eduardo Santas 39:12,71 min                    | Mathias Schindler 39:21,35 min               |
| C4 (28,3 km) | Kévin Le Cunff 36:46,49 min             | Gatien le Rousseau 37:18,38 min                | Ramón Damián Sánchez 38:05,94 min            |
| C5 (28,3 km) | Daniel Abraham Gebru 35:51,79 min       | Alistair Donohoe 36:18,66 min                  | Dorian Foulan 36:49,84 min                   |
| T1-2         | Chen Jianxin 21:35,78 min               | Nathan Clement 22:53,36 min                    | Tim Celen 23:27,64 min                       |

### Straßenrennen Männer
| Klasse | Gold                                 | Silber                                    | Bronze                                     |
| ------ | ------------------------------------ | ----------------------------------------- | ------------------------------------------ |
| B      | Tristan Bangma Patrick Bos 2:55:10 h | Vincent ter Schure Timo Fransen 2:55:12 h | Alexandre Lloveras Yoann Paillot 2:55:18 h |
| H1-2   | Florian Jouanny 1:20:18 h            | Sergio Garrote 1:20:40 h                  | Luca Mazzone 1:27:58 h                     |
| H3     | Mathieu Bosredon 1:34:36 h           | Johan Quaile 1:35:57 h                    | Mirko Testa 1:39:38 h                      |
| H4     | Jetze Plat 1:29:15 h                 | Thomas Frühwirth 1:34:27 h                | Rafał Wilk 1:37:03 h                       |
| H5     | Mitch Valize 1:33:12 h               | Loïc Vergnaud 1:34:27 h                   | Pavlo Bal 1:37:03 h                        |
| C1-3   | Finlay Graham 1:43:19 h              | Thomas Peyroton-Dartet 1:43:19 h          | Alexandre Léauté 1:37:03 h                 |
| C4-5   | Jehor Dementjew 2:18:59 h            | Kévin Le Cunfff 2:18:59 h                 | Martin van de Pol 2:18:59 h                |
| T1-2   | Chen Jianxin 1:15:08 h               | Dennis Connors 1:17:09 h                  | Juan José Betancourt 1:17:09 h             |

### Einzelzeitfahren Frauen
Streckenlänge ohne andere Angabe: 14,1 km
| Klasse      | Gold                                          | Silber                               | Bronze                                |
| ----------- | --------------------------------------------- | ------------------------------------ | ------------------------------------- |
| B (28,3 km) | Katie-George Dunlevy Linda Kelly 38:16,58 min | Sophie Unwin Jenny Holl 39:40,18 min | Lora Fachie Corrine Hall 40:41,30 min |
| H1-3        | Katerina Brim 24:14,59 min                    | Lauren Parker 24:24,09 min           | Annika Zeyen-Giles 25:30,84 min       |
| H4-5        | Oksana Masters 23:45,20 min                   | Chantal Haenen 23:51,44 min          | Sun Bianbian 25:13,07 min             |
| C1-3        | Maike Hausberger 21:30,45 min                 | Frances Brown 21:46,18 min           | Anna Beck 21:54,71 min                |
| C4          | Samantha Bosco 21:39,24 min                   | Meg Lemon 21:44,16 min               | Franziska Matile-Dörig 21:44,33 min   |
| C5          | Sarah Storey 20:22,15 min                     | Heidi Gauguin 20:26,54 min           | Alana Forster 21:00,48 min            |
| T1-2        | Marieke van Soest 25:47,78 min                | Celine van Till 27:58,13 min         | Emma Lund 28:52,13 min                |

### Straßenrennen Frauen
| Klasse | Gold                              | Silber                                     | Bronze                             |
| ------ | --------------------------------- | ------------------------------------------ | ---------------------------------- |
| B      | Sophie Unwin Jenny Holl 2:37:26 h | Katie-George Dunlevy Linda Kelly 2:37:29 h | Lora Fachie Corrine Hall 2:39:01 h |
| H1-4   | Lauren Parker 52:04 min           | Jennette Jensen 56:15 min                  | Annika Zeyen-Giles 56:15 min       |
| H5     | Oksana Masters 1:52:14 h          | Sun Bianbian 1:52:25 h                     | Ana Maria Vitelaru 1:52:27 h       |
| C1-3   | Keiko Sugiura 1:38:48 h           | Flurina Rigling 1:38:48 h                  | Clara Brown 1:38:48 h              |
| C4-5   | Sarah Storey 1:54:24 h            | Heidi Gauguin 1:54:24 h                    | Paula Andrea Ossa Veloza 1:54:44 h |
| T1-2   | Emma Lund 1:00:16 h               | Celine van Till 1:00:16 h                  | Marieke van Soest 1:00:16 h        |

### Handbike-Staffel
| Klasse | Gold                                                      | Silber                                               | Bronze                                               |
| ------ | --------------------------------------------------------- | ---------------------------------------------------- | ---------------------------------------------------- |
| H1-5   | Mathieu Bosredon Florian Jouanny Joseph Fritsch 24:12 min | Federico Mestroni Luca Mazzone Mirko Testa 25:16 min | Travis Gaertner Katerina Brim Matt Tingley 25:50 min |

## Medaillenspiegel
| Platz  | Land                | Gold | Silber | Bronze | Gesamt |
| ------ | ------------------- | ---- | ------ | ------ | ------ |
| 1      | Frankreich          | 10   | 12     | 6      | 28     |
| 2      | Niederlande         | 10   | 3      | 3      | 16     |
| 3      | Großbritannien      | 9    | 8      | 5      | 22     |
| 4      | Volksrepublik China | 5    | 4      | 1      | 10     |
| 5      | Australien          | 4    | 4      | 3      | 11     |
| 6      | Vereinigte Staaten  | 4    | 1      | 3      | 8      |
| 7      | Spanien             | 2    | 3      | 3      | 8      |
| 8      | Italien             | 1    | 2      | 5      | 8      |
| 9      | Irland              | 1    | 2      | 0      | 3      |
| 10     | Deutschland         | 1    | 1      | 5      | 7      |
| 11     | Ukraine             | 1    | 1      | 1      | 3      |
| 12     | Dänemark            | 1    | 0      | 1      | 2      |
| 13     | Japan               | 1    | 0      | 0      | 1      |
| 13     | Slowakei            | 1    | 0      | 0      | 1      |
| 15     | Belgien             | 0    | 3      | 2      | 5      |
| 15     | Schweiz             | 0    | 3      | 2      | 5      |
| 17     | Österreich          | 0    | 2      | 0      | 2      |
| 18     | Kanada              | 0    | 1      | 3      | 4      |
| 19     | Neuseeland          | 0    | 1      | 1      | 2      |
| 20     | Kolumbien           | 0    | 0      | 2      | 2      |
| 20     | Polen               | 0    | 0      | 2      | 2      |
| 22     | Portugal            | 0    | 0      | 1      | 1      |
| 22     | Schweden            | 0    | 0      | 1      | 1      |
| 22     | Südafrika           | 0    | 0      | 1      | 1      |
| Gesamt | Gesamt              | 51   | 51     | 51     | 153    |